# Sint-Pietersbandenkerk (Dikkele)

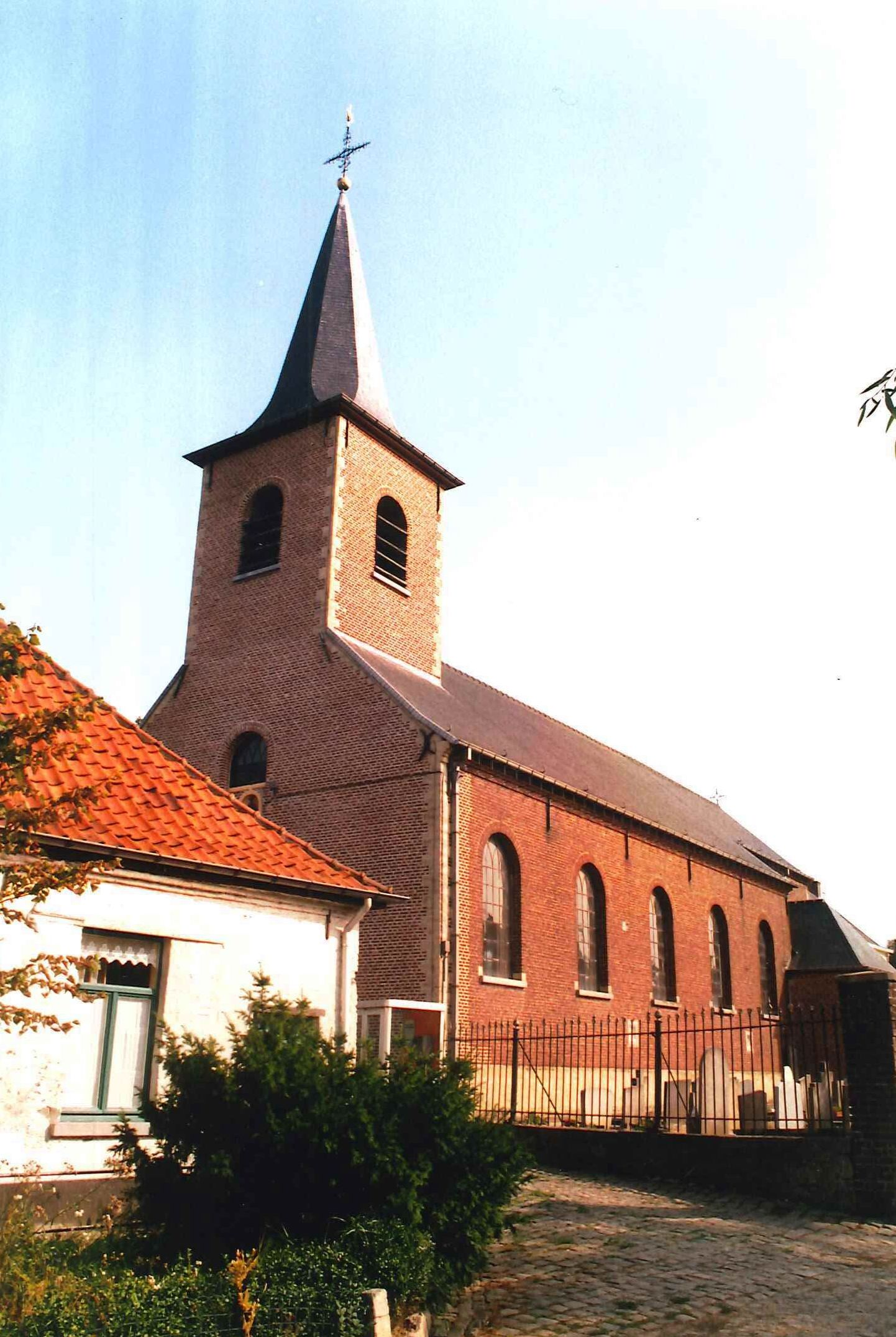
Sint-Pietersbandenkerk

De Sint-Pietersbandenkerk is de parochiekerk van de tot de Oost-Vlaamse gemeente Zwalm behorende plaats Dikkele, gelegen aan de Brouwerijstraat 10.

## Geschiedenis
Oorspronkelijk was dit een Sint-Pieterskerk en er werd voor het eerst in 991 melding van gemaakt. Het patronaatsrecht kwam toen aan de Sint-Pietersabdij te Gent. Er bestond een eenbeukig romaans of vroeggotisch kerkje dat einde 16e eeuw ook Sint-Antonius abt als tweede heilige kreeg en in 1803 aan Sint-Pietersbanden werd gewijd.
Het kerkje werd in 1839 gesloopt. In 1840-1846 werd een nieuwe kerk gebouwd in neoclassicistische stijl. In 1872 werd het koor herbouwd naar ontwerp van Edmond de Perre-Montigny.

## Gebouw
Het betreft een eenbeukig bakstenen kerkgebouw met ingebouwde westtoren. De kerk heeft een driezijdig afgesloten koor dat van het schip gescheiden is door een triomfboog. In de buitenmuren zijn reliëfs ingemetseld duit het 3e kwart van de 20e eeuw welke als staties van een Sint-Antoniusommegang dienen. Deze vervangen een oudere ommegang.

## Interieur
De kerk bezit de schilderijen: Laatste avondmaal (17e eeuw), Sint-Antonius Abt (1e kwart 18e eeuw) en Bewening van Jezus (omstreeks 1700). Er is een 18e-eeuws Sint-Antoniusbeeld.
Het hoofdaltaar is van 1880. De zijaltaren zijn van omstreeks 1840 en uitgevoerd in neoclassicistische stijl. Het koorgestoelte en de lambrisering en ook een biechtstoel zijn in classicistische stijl, eind 18e eeuw. De preekstoel is van 1642. Het marmeren doopvont is van 1840.
Het orgel is van 1869 en werd vervaardigd door Petrus Joannes Vereecken in laat-classicistische stijl.